# Baiyun (Guiyang)
Baiyun (en chino, 白云; pinyin, Báiyún; literalmente, ‘blanca nube’) es un distrito urbano bajo la administración directa de la Prefectura Guiyang en la Provincia de Guizhou, República Popular China.  Su área es de 269 km² y su población total para 2010 superó los 260 mil habitantes.

## Administración
Desde julio de 2020, el  Distrito Baiyun se divide en 10 pueblos que se administran en 5 subdistritos, 3  poblados y 2 villas étnicas. 